# Malte Persson
Malte Persson (ur. 7 grudnia 1976 w Sztokholmie) – szwedzki pisarz.
Jego pierwsza książka „Livet på den här planeten” (Życie na tej planecie) opublikowana została w 2002 roku. Później Persson wydał dwie książki poetyckie: Apolloprojektet (Apollo Project) (2004) i Dikter (poezja) (2007).
Persson jest także tłumaczem. Tłumaczył między innymi utwory Francis Ponge’a, Tomasza Klinga i Harry’ego Mathewsa. Jako krytyk pisał dla takich gazet jak „Expressen” i „Göteborgs-Posten”. Na swoim blogu „Errata” Persson umieszcza komentarze z życia literackiego Szwecji.

## Nagrody
- 2012 – Karl Vennbergs pris (100 000 koron szwedzkich)[1]

## Twórczość
- Livet på den här planeten, 2002
- Apolloprojektet, 2004
- Dikter, 2007
- Edelcrantz Förbindelser, 2008